# ZuPaPa!
ZuPaPa! (ズパパ！) é um jogo eletrônico arcade de plataforma desenvolvido pela companhia Face e publicado originalmente pela SNK em 1 de setembro de 2001. Estrelando a criatura homônima, os jogadores são encarregados de viajar por nove estágios, arremessar pequenas criaturas chamadas Zooks, pular em plataformas para navegar pelos obstáculos dos níveis, desviar dos monstros e derrotá-los. Embora tenha sido lançado pela primeira vez em fliperamas, o jogo foi relançado por meio de serviços de download para vários consoles e ganhou seguidores desde seu lançamento.

## Jogabilidade

Captura de tela do jogo

ZuPaPa! é um jogo de plataforma que lembra Bubble Bobble e Snow Bros., onde os jogadores podem assumir o papel de duas criaturas semelhantes a estrelas, ZuPaPa (jogador 1) e ZuPiPi (jogador 2), e completar nove estágios, cada um com um chefe no final que deve ser derrotado para avançar para o próximo estágio.
Cada jogador pode lançar pequenas criaturas chamadas Zooks nos inimigos para que eles se transformem em uma bomba estelar que aniquila qualquer inimigo que entre em contato com ela. Quanto mais Zooks são lançados contra um inimigo, maior se torna o alcance da bomba. Inimigos derrotados podem derrubar itens ou power-ups, como impulsos de velocidade e pontos bônus. Os jogadores precisam completar cada nível dentro de um período de tempo específico, antes de exceder um cronômetro invisível. Se não conseguirem eliminar todos os inimigos a tempo, um despertador furioso tocará alto e uma criatura aparecerá.
Ser atingido por inimigos ou seus projéteis, ou se a criatura conseguir tocar em ZuPaPa ou ZuPiPi antes que todos os inimigos sejam eliminados resultará na perda de uma vida, bem como penalidade no poder de fogo e velocidade dos personagens, voltando ao seu estado original. Quando todas as vidas são perdidas, o jogo termina, a menos que os jogadores insiram mais créditos na máquina de fliperama para continuar jogando.

## Desenvolvimento e lançamento
ZuPaPa! foi desenvolvido pela companhia Face e foi apresentado ao público pela primeira vez no AOU Show de 1994, além de ter tido pré-visualizações em várias publicações,
 no entanto o jogo não foi lançado até que a SNK o publicou em setembro de 2001, quase um mês antes da falência da empresa.
O jogo recebeu relançamentos pela Hamster Corporation nos últimos anos em plataformas de distribuição digital, como Nintendo eShop, PlayStation Network e Xbox Live.

## Recepção
Andrea Corritore da IGN Italia, considerou o ZuPaPa! como um "título cult". Chris Moyse do Destructoid elogiou o trabalho nos sprites, mas observou que a jogabilidade é "anacrônica". Tanto HobbyConsolas quanto Meristation notaram sua semelhança com Snow Bros.